# Відомі особи, загиблі в російсько-українській війні
Це список відомих особистостей, які відповідають встановленим критеріям значущості (див. Вікіпедія:Критерії значущості/Особи), які загинули під час російсько-українській війні.
Причина смерті вказується лише у виняткових випадках (вбивство, самогубство, загибель внаслідок воєнних дій, страта, ДТП або нещасні випадки). В інших випадках не вказується.

## Україна

### 2016

#### Червень
- Василь Сліпак —  оперний співак, соліст Паризької національної опери. Загинув 29 червня від кулі снайпера в Бахмутському районі Донецької області[1].

### 2022

#### Березень
- Євген Малишев — біатлоніст, учасник III зимових Юнацьких Олімпійських ігор 2020 року у м. Лозанна (Швейцарія). Загинув 1 березня під час оборони м. Харкова.
- Павло Лі — актор театру і кіно, дубляжу, співак і композитор. Загинув 6 березня 2022 року під обстрілами в Ірпені, де відбувалися запеклі бої з російськими окупантами.
- Олександр Марченко — підприємець і політичний діяч, народний депутат України 8-го скликання. 7 березня загинув у бою з окупантами в районі київської Пущі-Водиці.
- Олексій Купирєв — чемпіон Європи з боксу серед молоді та суддя міжнародної категорії. Загинув 8 березня в результаті обстрілу російських окупантів в м. Маріуполі[2].
- Євген Дейдей — підполковник поліції, колишній Народний депутат України та радник міністра внутрішніх справ України Арсена Авакова. Зник безвісти 10 березня. Дружина Дейдея повідомила про його смерть, проте не уточнила обставин[3][4]. Пізніше вона пояснила, що була поінформована про смерть чоловіка, але не уточнила, ким. Декілька джерел з української прикордонної служби та поліції заявили, що Дейдей начебто живий і нелегально виїхав з країни до Румунії, і що людина, яка йому допомагала, затримана[5][6].
- Микола Кравченко — громадський і політичний діяч, ідеолог Азовського руху, один із засновників Харківської обласної громадської організації «Патріот України», ветеран полку «Азов», загинув 14 березня.
- Макс Левін (Левін Максим Євгенович) — відомий український фотокореспондент, документальний фотограф. Документував події російського вторгнення; з 13 березня зник, його тіло з вогнепальними пораненнями було знайдено 1 квітня на околицях села Гута-Межигірська на Київщині[7].
- Ігор Сухих — майстер спорту України міжнародного класу з військово-спортивного багатоборства та рукопашного бою, чемпіон і призер чемпіонатів України, Європи та світу, ветеран АТО, футболіст команди «АТО-Ірпінь». Загинув 24 березня мужньо боронячи рідний Ірпінь. 26 березня його провели в останню путь у місті Сквира[8].

#### Квітень
- Юрій Руф (Юрій Романович Дадак) — поет, науковець, громадський діяч, засновник літературно-просвітницького проєкту «Дух Нації»; доцент кафедри технологій лісопиляння, столярних і дерев'яних будівельних виробів Національного лісотехнічного університету України, кандидат технічних наук[9]. З перших днів російського вторгнення був добровольцем на фронті. У складі львівської 24-ї бригади воював на Луганщині. Загинув від ворожої кулі 1 квітня 2022 року.
- Артур Гриценко — відомий футболіст, на професійному рівні виступав за ФК «Львів» і «Карпати-2». Тривалий час жив у Франції, а після російського нападу повернувся в Україну і вирушив на фронт. Загинув 22 квітня на 44-ому році життя у бою під Харковом[10].
- Віра Гирич — відома українська журналістка, працювала на каналі Еспресо, Радіо-Свобода. Загинула 28 квітня від удару російської ракети в будинок на Лук‘янівці в центрі Києва[11].
- Євген Старинець — менеджер телерадіокомпанії «Суспільне Черкаси», фундатор «Суспільного» на Черкащині. Загинув 30 квітня у бою за м. Попасну на 47-ому році життя, 6-го травня відбулися прощання і похорон у м. Черкасах[12].

#### Травень
- Олександр Махов — військовий журналіст. Загинув у бою 4 травня при обороні с. Довгеньке, що на Харківщині[13].
- Баламутовський Сергій Анатолійович («Скальд») — поет і військовик, боєць полку «Азов», оборонець заводу «Азовсталь». Загинув у бою в м. Маріуполі, про що було повідомлено 9 травня 2022 року. Сергієві Скальду було 43 роки, родом з м. Чернівців. Автор збірки «Навиліт. Рими калібру 5,45» та «Інший» (2021), співавтор збірки націоналістичної поезії «Голос крові»[14].
- Ілля Чернілевський — поет, музикант, сценарист, перекладач фільмів і автор адаптованих пісень для дублювання; син українського поета, кінорежисера і сценариста Станіслава Чернілевського і редакторки дублювання Ольги Чернілевської. Призваний до ЗС України добровольцем, загинув 13 травня 2022 року в бою з російськими окупантами[15].

#### Липень
- Сергій Баланчук — футболіст-захисник, грав у полтавській «Ворсклі», ізраїльському «Маккабі» (Хайфа) та молодіжній збірній України. Наприкінці квітня був призваний на військову службу до Збройних Сил України. 7 липня році помер внаслідок артилерійського обстрілу російських окупантів поблизу м. Бахмута на Донеччині[16].
- Олексій Вадатурський — бізнесмен у сфері сільського господарства та зернової логістики, засновник найбільшої в Україні зернової логістичної компанії «Нібулон». 31 липня 2022 року разом із дружиною загинув внаслідок попадання російської ракети по їхньому будинку під час масованого обстрілу Миколаєва[17][18].

#### Листопад
- Ярослав Лічман — блогер і військовик. Відомий у мережі смішним роликом «Ярик, бачок потік». Загинув 13 листопада 2022 року під час виконання бойового завдання у Миколаївської області[19][20].
- Вадим Хлуп'янець — артист балету Київського національного академічного театру оперети. Загинув від кулі снайпера під Бахмутом 15 листопада[21][22][23][24].

#### Грудень
- Володимир Єжов — геймдизайнер, один із розробників гри S.T.A.L.K.E.R.. Загинув 22 грудня у боях під Бахмутом[25].

### 2023

#### Січень
- Денис Монастирський — міністр внутрішніх справ України. Загинув у авіакатастрофі в Броварах 18 січня[26][27].

#### Квітень
- Барна Олег Степанович — Народний депутат України VIII скликання. Загинув 17 квітня під Павлівкою від поранення в шию під час штурму позицій ворога[28][29].

#### Липень
- Вікторія Амеліна — письменниця та дослідник військових злочинів. Отримала сильні поранення внаслідок ракетного удару по будівлі ресторану в Краматорську 27 червня. Вона була доставлена до лікарні у Дніпрі, де через кілька днів померла від отриманих ран[30].

#### Серпень
- Сергій Ільницький — депутат Київської міської ради 9 скликання від «Європейської солідарності», полковник ЗСУ. Загинув в бою 22 серпня поблизу селища Курдюмівки Бахмутського району Донецької області[31].

## Росія та її союзники

### 2022
- Вадим Солодкий — колишній український футболіст-нападник. Відомий насамперед виступами за луцьку «Волинь» і донецький «Металург» у вищій лізі чемпіонату України, також за тираспольський «Шериф» у вищому дивізіоні Молдови. По закінченні футбольної кар'єри працював дитячим тренером у Донецьку. У лютому 2022 примусово мобілізований до лав армії так званої «ДНР». Загинув під час бойових дій 9 березня 2022 року у смт. Сартана Донецької області[32][33][34].

### 2023
- Леонід Корін — російський кіносценарист, найманець ПВК «Вагнер». Працював над сценаріями фільмів та серіалів, один зі сценаристів фільмів «Битва за Севастополь» та «Лід». Загинув 29 березня під час битви за Бахмут[35].
- Максим Бархатов — пауерліфтер, п'ятиразовий чемпіон світу з пауерліфтингу. Заслужений майстер спорту Росії. Найманець ПВК «Вагнер», загинув у квітні під час битви за Бахмут[36].
- Павло Шувалов — російський ґвалтівник і серійний вбивця, який скоїв, за версією слідства, у період із 1991 року до 3 січня 2019 року у місті Тулун щонайменше 27 зґвалтувань дівчат і жінок. Наймолодшій жертві було 13 років. П'ятеро жертв були неповнолітніми. У двох епізодах після скоєння зґвалтувань він убив своїх жертв. Шувалов відомий під прізвиськом «Тулунський маніяк». В жовтні 2021 засуджений на 24 роки позбавлення волі з відбуванням покарання в колонії суворого режиму. У квітні 2023 року Павло Шувалов уклав контракт із ПВК і був відправлений для участі у російському вторгненні в Україну, куди прибув 6 травня. 29 травня того ж року, за свідченнями трьох його однополчан, Шувалов загинув під Луганськом, при цьому його тіло не вдалося евакуювати. Незважаючи на це, загибель Шувалова була офіційно підтверджена правоохоронними органами наприкінці грудня 2023 року[37][38][39].

### 2024
- В'ячеслав Москаленко — гравець у мініфутбол, нападник. Загинув 7 лютого в ході боїв за Авдіївку, про смерть стало відомо через місяць[40][41][42].
- Ібрагім Раїсі — президент Ірану, його адміністрація займалася постачанням безпілотників та технологій їхнього виготовлення до Росії[43][44][45]. Загинув 19 травня під час авіатрощі його гелікоптера поблизу Джульфи, на кордоні з Азербайджаном[46]

### 2025
Олександр Работницький — срібний призер Паралімпіади-2020 у бігу на 1500 метрів у категорії Т20 (спортсмени, які мають порушення інтелекту). На рахунку Олександра три золотих, срібна та бронзова нагороди чемпіонатів світу. Работницький ставав чемпіоном і срібним призером чемпіонатів Європи, триразовим чемпіоном Європи в закритих приміщеннях. Загинув 23 березня 2025 року.